# Prințesa Anne Charlotte de Lorena
Anne Charlotte de Lorena (n. 17 mai 1714, d. 7 noiembrie 1773) a fost Stareță de Remiremont, Mons și Essen. A fost fiica cea mică și cel mai mic copil din cei 13 ai lui Leopold, Duce de Lorena și ai soției lui, Élisabeth Charlotte de Orléans. Mama ei a fost nepoata de frate a regelui Ludovic al XIV-lea al Franței și sora lui Filip al II-lea, Duce de Orléans regent al Franței în timpul minoratului regelui Ludovic al XV-lea al Franței.

## Familie
Anne Charlotte s-a născut la Castelul Lunéville deoarece capitala Lorenei, Nancy, era ocupată de trupele franceze ale șui Ludovic al XV-lea în timpul războiului succesiunii spaniole. La momentul nașterii, avea trei frați și o soră în viață: Léopold Clément, moștenitor al Ducatului născut în 1707; Francis Stephen născut în 1708; Élisabeth Thérèse născută în 1711; și Charles-Alexandre născut în 1712. În 1718 mama ei a pierdut o fiică care a murit la scurt timp după naștere.
În 1719, Castelul Lunéville unde s-a născut Anne Charlotte a fost distrus de un incendiu.
Anne Charlotte avea șapte ani și jumătate când a mers la curtea franceză a familiei materne, a Casei de Bourbon. Și-a cunoscut bunica, Ducesa de Orléans, cu ocazia încoronării regelui Ludovic al XV-lea.

## Negocieri de căsătorie cu regele Franței
În 1723, tatăl Annei Charlotte, Léopold, dezamăgit de relațiile sale cu Franța, a decis să-și trimită moștenitorul să-și termine educația la Viena sub supravegherea lui Carol al VI-lea, Împărat Roman. Léopold spera în secret ca fiul său să se căsătorească cu moștenitoarea împăratului, arhiducesa Maria Tereza. 
Tânărul prinț în vârstă de 16 ani a murit în același an, și ca rezultat, fratele său, Francis Stephen a devenit moștenitor al Lorenei.
Doi ani mai târziu, cuplul ducal a sperat și a încercat să o căsătorească pe Anne Charlotte cu regele Franței Ludovic al XV-lea care în acel timp avea 15 ani. Intrigile primului ministru, Ducele de Bourbon, prinț de sânge, Șeful familiei Condé și mare rival al Casei de Orléans, care s-a luptat cu înverșunare pentru a stopa căsătoria, au dus de asemena la scăderea influenței lor asupra tânărului rege. Acest lucru nu l-a oprit pe Ducele de Bourbon și pe amanta sa, marchiza de Prie, să-i sugereze regelui căsătoria cu sora Ducelui, Henriette Louise de Bourbon. În ciuda planurilor primului ministru, Maria Leszczyńska a fost aleasă ca mireasă pentru monarh. Părinții Annei Charlotte au fost grav insultați când fiica unui polonez exilat a devenit regină.
1. 1 2 3 4 5 6 7   http://genealogy.euweb.cz/lorraine/lorraine5.html, accesat în 22 ianuarie 2016 Lipsește sau este vid: |title= (ajutor)